# Frédéric Antonetti
Frédéric Antonetti (Venzolasca, Córcega, Francia, 19 de agosto de 1961) es un exfutbolista y entrenador de fútbol francés. Actualmente está sin club.

## Carrera como jugador
En su etapa como jugador, ocupaba la demarcación de centrocampista. Formado en el fútbol base del INF Vichy y del SC Bastia, debutó profesionalmente en el primer equipo del Bastia en 1982, pero no tuvo mucho protagonismo en el equipo de Córcega, por lo que al año siguiente se fue al AS Béziers en busca de más minutos. Estuvo dos años en ese equipo y otros dos en el CO Le Puy antes de regresar al SC Bastia en 1987, donde se retiraría en 1990.

## Carrera como entrenador
Inicios en el SC Bastia
En 1990, comenzó a entrenar en las categorías inferiores del SC Bastia, hasta que en octubre de 1994, se hizo cargo del primer equipo. Logró llegar a la final de la Copa de la Liga, que perdió ante el París Saint-Germain (1-2), y obtuvo la permanencia en la Ligue 1 al finalizar 15.º, posición que repitió al año siguiente. En la Ligue 1 1996/97, el equipo fue una de las sorpresas del campeonato, ya que terminó como 7.º clasificado y ganó la Copa Intertoto, lo que le dio derecho a jugar la Copa de la UEFA. Dejó el club al año siguiente, tras llevarlo a la 9.ª posición en el torneo doméstico.
Gamba Osaka
En 1998, dio el salto a Japón, entrenando al Gamba Osaka de la J. League durante un año.
Regreso al SC Bastia
Tras esta experiencia en el extranjero, regresó al SC Bastia, que venía de una difícil temporada en la que no pudo evitar el descenso hasta la penúltima jornada. Bajo la dirección de Antonetti, el conjunto corso recuperó la tranquilidad y se mantuvo cómodamente en la máxima categoría del fútbol francés en dos temporadas (10.º y 8.º), pero el técnico decidió abandonar la entidad en 2001 en busca de mayores desafíos.
AS Saint-Étienne
En octubre de 2001, Antonetti se comprometió con el AS Saint-Étienne, que en aquel momento jugaba en la Ligue 2 y estaba en puestos de descenso pese a ser uno de los teóricos favoritos al ascenso. El conjunto verde terminó obteniendo la permanencia (fue 13.º con 46 puntos) y mejoró al 9.º puesto en la temporada siguiente. Finalmente, el Saint-Étienne respondió a las expectativas y fue campeón de la categoría de plata en 2004; pero Antonetti, que contaba con el respaldo de la afición, decidió dimitir por discrepancias con los dirigentes de la entidad.
OGC Niza
En mayo de 2005, firmó un contrato de tres años con el OGC Niza. Su primera temporada (2005-06) en Niza fue un éxito, logrando un 8.º puesto que suponía la mejor clasificación para el equipo del sur de Francia en más de 20 años, y siendo subcampeón de la Copa de la Liga. Sin embargo, en la 2006-07 sufrió hasta el final para mantener a los "aguiluchos" en la Ligue 1. Volvió a conseguir buenos resultados en la Ligue 1 2007-08, obteniendo la 8.ª posición, para caer hasta la 9.ª en el curso siguiente. Decidió abandonar el club al término de esa temporada.
Stade Rennais
En 2009, sustituyó a Guy Lacombe en el Stade Rennais. Tras terminar en 9.ª plaza en la Ligue 1 2009-10, el conjunto rojinegro dio un salto de calidad y luchó por las primeras posiciones en la temporada 2010-11, aunque finalmente tuvo que conformarse con la 6.ª posición, situación que se repitió en la Ligue 1 2011-12. En 2013, Antonetti disputó su tercera final de la Copa de la Liga con su tercer equipo diferente y la primera de la historia del Stade Rennais, pero volvió a perder, esta vez ante su ex equipo, el Saint-Étienne. El equipo bretón atravesó una mala racha resultados en la segunda parte del campeonato, por lo que el entrenador decidió no continuar en el club al término de la temporada, siendo relevado por Philippe Montanier. El Stade Rennais acabó la Ligue 1 como 13.er clasificado, pese a que en el ecuador del torneo llegó a estar en 4.º lugar.
Lille
El 22 de noviembre de 2015, tras dos años y medio alejado de los banquillos, se convirtió en el nuevo entrenador del Lille OSC. Debutó con una derrota ante el Angers SCO (2-0), pero luego consiguió tres victorias consecutivas que sacaron al equipo de los puestos de descenso y lo situaron en la zona intermedia de la clasificación al término de la primera vuelta de la Ligue 1 2015-16. Al comenzar el año, el Lille volvió dar muestras de su irregularidad, pues fue eliminado por el modesto Trélissac FC en la Copa de Francia; y en cambio, accedió a la final de la Copa de la Liga por primera vez en su historia tras golear al Girondins de Burdeos. En la recta final de la temporada, el equipo francés encadenó 6 victorias consecutivas que alejaron definitivamente el descenso y lo acercaron a las posiciones europeas. Antonetti disputó y perdió su cuarta final de la Copa de la Liga por 2-1 contra el París Saint-Germain, como le había sucedido 21 años atrás; y terminó la Ligue 1 llevando al Lille al 5.º puesto, lo que le permite jugar la ronda previa de la Liga Europa.
Su segunda temporada en el banquillo del Lille comenzó con un revés, la eliminación de la Liga Europa a las primeras de cambio. El 13 de septiembre de 2016, firmó un nuevo contrato con el club hasta 2020, coincidiendo con un inicio de Ligue 1 muy negativo que llevó al equipo a la última posición de la tabla tras la 7.ª jornada. El conjunto francés no fue capaz de remontar el vuelo, y se situó en el penúltimo puesto de la clasificación tras sumar solo 10 puntos en 13 jornadas. El 22 de noviembre de 2016, cuando se cumplía un año exacto de su llegada al Lille, abandonó el banquillo del Stade Pierre-Mauroy "de mutuo acuerdo" con la entidad.
Metz
El 24 de mayo de 2018, llegó a un acuerdo para dirigir al FC Metz las tres próximas temporadas. En la primera de ellas, obtuvo 7 victorias en las 7 primeras jornadas de la Ligue 2 y logró devolver al equipo francés a la Ligue 1, además de proclamarse campeón de la Ligue 2. El 18 de mayo de 2019, dejó el puesto de entrenador por razones familiares y pasó a desarrollar las funciones de director general del club.
El 12 de octubre de 2020, volvió a asumir el cargo de entrenador del Metz. Unos meses después, el 18 de febrero de 2021, renovó su contrato con el Metz por tres años más, antes de terminar la Ligue 1 en 10.ª posición, la mejor clasificación del equipo dese 1999. Sin embargo, el 21 de mayo de 2022, el Metz descendió a la Ligue 2. Finalmente, el 9 de junio de 2022, el club anunció que Antonetti no iba a continuar en su puesto.
Strasbourg
El 13 de febrero de 2023, se incorporó al RC Strasbourg. Obtuvo 6 victorias, 4 empates y 4 derrotas en 14 partidos como técnico del equipo francés que le permitieron sellar la permanencia a falta de una jornada para el final de la Ligue 1. El 27 de junio del mismo año, dejó su cargo de común acuerdo con el club.

## Clubes y estadísticas

### Como jugador
| Club       | País    | Año       | Partidos | Goles |
| ---------- | ------- | --------- | -------- | ----- |
| SC Bastia  | Francia | 1982-1983 | 2        | 0     |
| AS Béziers | Francia | 1983-1985 | 65       | 6     |
| CO Le Puy  | Francia | 1985-1987 | 55       | 0     |
| SC Bastia  | Francia | 1987-1990 | 56       | 6     |

### Como entrenador
| Club                              | País    | Año       | PJ          | PG          | PE          | PP          | Efectividad |
| --------------------------------- | ------- | --------- | ----------- | ----------- | ----------- | ----------- | ----------- |
| SC Bastia (Categorías inferiores) | Francia | 1990-1994 | Desconocido | Desconocido | Desconocido | Desconocido | Desconocido |
| SC Bastia                         | Francia | 1994-1998 | 165         | 64          | 45          | 56          | 47.88%      |
| Gamba Osaka                       | Japón   | 1998-1999 | 44          | 17          | 0           | 27          | 38.64%      |
| SC Bastia                         | Francia | 1999-2001 | 78          | 30          | 18          | 30          | 46.15%      |
| AS Saint-Étienne                  | Francia | 2001-2004 | 120         | 55          | 30          | 35          | 54.16%      |
| OGC Niza                          | Francia | 2005-2009 | 171         | 62          | 55          | 54          | 46.98%      |
| Stade Rennais                     | Francia | 2009-2013 | 183         | 75          | 43          | 65          | 48.81%      |
| Lille OSC                         | Francia | 2015-2016 | 45          | 19          | 11          | 15          | 50.37%      |
| FC Metz                           | Francia | 2018-2019 | 46          | 28          | 11          | 7           | 68.84%      |
| FC Metz                           | Francia | 2020-2022 | 74          | 18          | 25          | 31          | 35.58%      |
| RC Strasbourg                     | Francia | 2023      | 15          | 6           | 4           | 5           | 48.89%      |
| Total                             | Total   | Total     | 941         | 374         | 242         | 325         | 48.31%      |